# Sentience Politics
Sentience Politics (kurz: Sentience) ist eine antispeziesistische politische Organisation aus der Schweiz mit dem Ziel, das Leiden nicht-menschlicher Tiere zu vermindern. Gegründet im Jahr 2013, umfassen ihre Aktivitäten politische Kampagnen, wie beispielsweise Initiativen für nachhaltige Ernährung, Grundrechte für Primaten oder das Ende der Massentierhaltung.

## Geschichte
Sentience wurde als Projekt der Stiftung für Effektiven Altruismus ins Leben gerufen, die daneben andere Projekte wie Raising for Effective Giving und das Foundational Research Institute verfolgt. Ziel des Projekts war es, Wege zu erforschen, wie sich das Leiden empfindungsfähiger Wesen – sowohl menschlicher als auch nicht-menschlicher – am effektivsten verringern lässt. Diese Forschungsarbeit wird nun vom unabhängigen Sentience Institute fortgeführt, das 2017 gegründet wurde. Sentience hingegen konzentriert sich primär auf politische Arbeit.
Seit 2017 ist Sentience als unabhängiger Verein in der Schweiz tätig.

## Positionen

### Kultiviertes Fleisch
Sentience setzt sich für die Förderung von kultiviertem Fleisch ein, um Herausforderungen in den Bereichen Tierwohl, ökologische Nachhaltigkeit und menschliche Gesundheit zu bewältigen. Die Organisation argumentiert, dass kultiviertes Fleisch Tieren erheblich weniger Leid zufügt, deutlich weniger Land und Wasser verbraucht und bei Produktion sowie Konsum gesundheitlich vorteilhafter ist. Zur Förderung von kultiviertem Fleisch plädiert Sentience für öffentliche und private Forschungsfinanzierung sowie für mehr Bewusstsein in der Gesellschaft.

### Grundrechte für Primaten
Sentience betrachtet den Menschen als eine von vielen Primatenarten und vertritt die Vision, Gleiches gleich und Ungleiches unterschiedlich zu behandeln. Die Organisation beschreibt nicht-menschliche Primaten als hochintelligente, soziale Wesen, die Schmerz empfinden können, sich an vergangene Ereignisse erinnern, zukünftige Ereignisse planen und ein fundamentales Interesse am Leben und an körperlicher Unversehrtheit haben. Daher argumentiert Sentience, dass auch nicht-menschliche Primaten ein Recht auf Unversehrtheit und Schutz vor Tötung verdienen – ebenso wie menschliche Primaten.

### Nachhaltige Ernährung
Sentience sieht die Tierindustrie als zentrale Ursache zahlreicher globaler Probleme: Umweltverschmutzung durch Treibhausgasemissionen sowie Gewässerverschmutzung, Armut durch Wasserknappheit und steigende Lebensmittelpreise, Vertreibung lokaler Landwirtschaft, Lebensmittelverschwendung, Ernährungsunsicherheit in der Schweiz durch hohen Flächenverbrauch sowie gesundheitliche Risiken wie Antibiotikaresistenzen, Pandemien, Herz-Kreislauf-Erkrankungen, Diabetes, Fettleibigkeit und Tierschutzprobleme. Um diesen Missstände entgegenzuwirken, setzt sich Sentience für die Förderung pflanzlicher Kochkunst, den Ausbau des Angebots pflanzlicher Produkte und wissenschaftlich fundierte Empfehlungen ein.

## Kampagnen

### Grundrechte für Primaten
Im Juni 2016 begann Sentience mit der Sammlung von Unterschriften für eine Volksinitiative in Basel, Schweiz zur Aufnahme von Grundrechten für nicht-menschliche Primaten in die Kantonsverfassung. Am 16. September 2017 wurden 3.080 gültige Unterschriften bei der Basler Staatskanzlei eingereicht. Die Initiative forderte ein „Recht auf Leben und körperliche und geistige Unversehrtheit“ für nicht-menschliche Primaten. Laut Sentience reichen die bestehenden Tierschutzbestimmungen nicht aus, um Primaten z. B. in pharmazeutischen Experimenten oder in der Zoohaltung ausreichend zu schützen. Bei Annahme der Initiative wären nur noch wenige medizinische Experimente erlaubt gewesen; Beobachtungsstudien wären weiterhin möglich geblieben. Auch der Zoo Basel hätte seine Haltungspraxis umfassend anpassen müssen. Laut der ehemaligen Geschäftsführerin von Sentience, Meret Schneider, ist die Kampagne ein erster Schritt zur Ausweitung der Rechte auf nicht-menschliche Tiere.
Das Basler Parlament erklärte die Initiative zunächst für ungültig. Doch das Appellationsgericht und später das Bundesgericht bestätigten ihre Gültigkeit.
Die Kampagne wurde von den Grünen Basel, der SP, sowie der renommierten Primatologin Jane Goodall unterstützt.
Am 13. Februar 2022 stimmte das Basler Stimmvolk über die Initiative ab und lehnte sie mit 25,3 % Ja-Stimmen ab – weltweit war es die erste Abstimmung über Grundrechte für nicht-menschliche Tiere.

### Nachhaltige Ernährung
Am 10. Oktober 2016 startete Sentience gemeinsam mit VEBU und der Albert-Schweitzer-Stiftung eine Bürgerinitiative in Berlin-Kreuzberg. Ziel war es, alle Schulen und das Rathaus zu verpflichten, täglich ein veganes Gericht anzubieten – die erste vegane Bürgerinitiative Deutschlands. Bis April 2017 sollten die Unterschriften von 3 % der Wahlberechtigten (rund 6’000 Personen) gesammelt werden. Berlin gilt mit über 50 veganen Restaurants und rund 95.000 Veganer und Veganerinnen als vegane Hauptstadt Europas.
Sentience hat ähnliche Initiativen in Zürich, Basel und Luzern, in der Schweiz, lanciert.
Sentience erklärte gegenüber dem Haus der Demokratie und Menschenrechte, dass vegane Optionen zur Verringerung von Klimawandel und Tierleid beitragen können. Kantinendirektoren und Kandinenrektorinnen äußerten jedoch Bedenken wegen möglicher Mehrkosten; das Landratsamt schätzte einen Mehraufwand von 1,25 Euro pro veganer Mahlzeit.

### Initiative für ein Verbot der Massentierhaltung in der Schweiz
2018 startete Sentience eine Volksinitiative zum Verbot der Massentierhaltung in der Schweiz. Im September 2019 wurden über 100.000 verifizierte Unterschriften in Bern eingereicht. Der Bundesrat kündigte zunächst einen direkten Gegenvorschlag an, verwarf diesen jedoch später – ebenso wie der Nationalrat und der Ständerat. Die Initiative wurde im September 2022 mit über einer Million Ja-Stimmen abgelehnt.

## Referenzen
1. 1 2 3  Sentience Politics, Basel www.sentience.ch: Sentience – Wer wir sind. In: Sentience. Abgerufen am 24. April 2025.
2. 1 2  Bürgerbegehren für vegane Gerichte in Kreuzberger Kantinen. 11. Oktober 2016, abgerufen am 8. Dezember 2016.
3. 1 2 3  Camille Krafft:  L'idée de donner des droits aux primates fait son chemin à Bâle In: Le Matin, 10. Juli 2016. Abgerufen am 15. November 2016
4. ↑  L’idée de donner des droits aux primates fait son chemin à Bâle. In: lematin.ch. 10. Juli 2016, ISSN 1018-3736 (lematin.ch [abgerufen am 24. April 2025]).
5. 1 2  Swiss to vote on banning factory farming. (englisch).
6. ↑  Effective Altruism Foundation: Projects. Abgerufen am 8. Januar 2017 (englisch).
7. ↑  Sentience Politics: Research Agenda. Abgerufen am 16. November 2016 (englisch).
8. ↑  Sentience Institute: Introducing Sentience Institute. In: Sentience Institute. Abgerufen am 22. April 2022 (englisch).
9. 1 2  Sentience – Konsum. 2020, abgerufen am 24. April 2025.
10. ↑  Sentience – Kantonale Initiative "Grundrechte für Primaten". 2020, abgerufen am 24. April 2025.
11. ↑  Une initiative veut limiter les souffrances des primates. 23. Juni 2016, abgerufen am 15. November 2016 (französisch).
12. ↑  Bericht: Kantonale Volksinitiative "Grundrechte für Primaten".
13. ↑  Schluss mit Affen-Versuchen: Basler Tierschützer fordern Gleichstellung von Mensch und Affe. 24. Juni 2016, abgerufen am 20. November 2016.
14. ↑  Jonas Hoskyn: Linker Rückenwind für die Primaten-Initiative. In: St. Galler Tagblatt. Abgerufen am 23. April 2022.
15. ↑  Keystone-SDA/ts: Voters decline to give limited rights to non-human primates. In: SWI swissinfo.ch. Abgerufen am 22. April 2022 (englisch).
16. ↑  Primaten: In Basel könnten Affen bald Grundrechte erhalten. In: www.spektrum.de. Abgerufen am 23. April 2022.
17. ↑  Thomas Frey: Veganes Bürgerbegehren. 13. Oktober 2016, abgerufen am 8. Dezember 2016.
18. ↑  Milena Zwerenz: In Friedrichshain-Kreuzberg soll es bald auch veganes Kantinenessen geben. Abgerufen am 8. Dezember 2016.
19. ↑  Robert D. Meyer: Vegan auch in der Bezirkskantine. 11. Oktober 2016, abgerufen am 8. Dezember 2016.
20. ↑  Es darf auch vegan sein: Die Stadt Zürich muss umweltschonende Ernährung fördern. In: Limmattaler Zeitung. Abgerufen am 30. Juni 2020 (Schweizer Hochdeutsch).
21. ↑  Volksinitiativen für vegane Menus an Schulen und Heimen. 23. März 2014, abgerufen am 8. Januar 2017.
22. ↑  Lisa Bartsch: Lucerne mag es vegan. 6. Oktober 2016, abgerufen am 1. Januar 2017.
23. ↑  Aleksandar Zivanovic: Bürgerbegehren fordert veganes Essen in Kantinen. 10. Oktober 2016, abgerufen am 8. Dezember 2016.
24. ↑  Berlin Kreuzberg: Bürgerbegehren für veganes Essen in Schulen und Kantinen. 28. Oktober 2016, abgerufen am 8. Dezember 2016.
25. ↑  Initiative launched to end factory farming in Switzerland. (englisch).
26. ↑  Massentierhaltungsinitiative: Bundesrat will Gegenvorschlag. In: www.schweizerbauer.ch. Abgerufen am 30. Juni 2020.
27. 1 2  Nur Massentierhaltungsinitiative kommt vors Volk. In: presseportal.ch. Abgerufen am 23. April 2022.